# Carlo Bartolomeo Rastrelli
Carlo Bartolomeo Rastrelli (Firenze, 1675 circa – San Pietroburgo, 1744) è stato uno scultore, architetto e scenografo italiano.

## Biografia
Di origine fiorentina, all'inizio della sua carriera si trovò a operare in Francia, successivamente, fu voluto dallo zar Pietro il Grande a lavorare presso la sua corte imperiale, e quindi trasferitosi nel 1716 nell'Impero russo, assieme a suo figlio, che progettò il Palazzo d'Inverno.

## Opere
- Statua equestre di Pietro il Grande nella Piazza degli Ingegneri a San Pietroburgo;
- Busto di Pietro il Grande (1723), opera realizzata in bronzo, conservato all'Ermitage.

## Fonti
- Rastrèlli, Bartolomeo Carlo, in Treccani.it – Enciclopedie on line, Roma, Istituto dell'Enciclopedia Italiana. URL consultato il 17 gennaio 2021.